# Armando Gutiérrez (actor colombiano)
Armando Gutiérrez González (Bogotá, 16 de octubre de 1958) Es un actor de teatro, cine y televisión colombiano.

## Filmografía

### Televisión
- Enfermeras (2022)
- Lala's Spa (2021)
- Esmeraldas (2015)
- 5 viudas sueltas  (2013)
- Escobar, el patrón del mal (2012)
- Confidencial (2011)
- Doña Bella  (2010)
- El cartel  (2009)
- Sobregiro de amor  (2007)
- Por amor  (2006)
- El pasado no perdona  (2005)
- La saga, negocio de familia  (2004)
- Luna, la heredera  (2004)
- Padres e hijos (2003)
- La caponera  (2000)
- Corazón prohibido  (1998)
- Hechizo (1996)
- Géminis (1996)
- Almas de Piedra (1994)
- Dulce ave negra (1993)
- En cuerpo ajeno (1992)
- Vuelo secreto (1992-1998)
- La vorágine (1990)
- Calamar  (1989)
- Las Ibáñez (1989)
- Zarabanda (1989)
- El segundo enemigo (1988)
- Marcela (1987)
- El confesor (1987)
- Amándote (1986)
- Los cuervos  (1984-1986)
- El Faraón (1984)
- Testigo ocular (1984)
- La pezuña del diablo (1983)
- Flor de fango (1983)
- Los premios (1983)
- Amalia (1983)
- Un ángel de la calle (1982)
- Revivamos nuestra Historia: Bolívar, El hombre de las dificultades (1980) - José María Anzoátegui
- El Juramento (1979)
- Los novios (1979)
- Lejos del nido (1978)
- Dialogando (1975-1980)
- Teatro Popular Caracol (1975)

### Cine
- Acosada en lunes de carnaval (2002)
- Doble moral
- Edipo alcalde (1996)
- Dance and Dancing (Canadá)
- Juan Polainas (México) (1987)
- El señor de los llanos (España) (1987)
- Visa USA (1986)
- Caín (1984)
- Los fantasmas burlones (México) (1965)
- Santo en el hotel de la muerte (México) (1963)

### Teatro
- Entretelones
- Pensión de solteros

## Premios y nominaciones

### Premios India Catalina
| Año  | Categoría              | Telenovela o serie | Resultado |
| ---- | ---------------------- | ------------------ | --------- |
| 1985 | Mejor Actor Principal  | Los cuervos        | Ganador   |
| 1984 | Mejor Actor de Reparto | El Faraón          | Ganador   |

### Premios Tv y Novelas
| Año  | Categoría                        | Telenovela o serie | Resultado |
| ---- | -------------------------------- | ------------------ | --------- |
| 1999 | Mejor actor antagónico           | Corazón prohibido  | Ganador   |
| 1997 | Mejor actor protagónico de serie | Hechizo            | Nominado  |
| 1993 | Mejor actor protagónico          | Alma de piedra     | Nominado  |

### Otros premios
- Orden Simón Bolívar por su trayectoria artística
- Precolombino de Oro (Festival de Cine Bogotá): mejor Actor, Visa a USA
- Gloria de TV en marco de los 50 años de la televisión en Colombia